# Bernhard Schulze
Bernhard Schulze   (Recklinghausen, 20 de maig de 1938) és un piragüista alemany, ja retirat, que va competir durant les dècades de 1950 i 1960.
El 1964 va prendre part en els Jocs Olímpics d'Estiu de Tòquio, on va guanyar la medalla de plata en la prova del K-4 1.000 metres del programa de piragüisme. Formà equip amb Günther Perleberg, Friedhelm Wentzke i Holger Zander. Quatre anys més tard, als Jocs de Ciutat de Mèxic, fou novè en la prova del K-2 1.000 metres.
En el seu palmarès també destaquen dues medalles al Campionat d'Europa de piragüisme, d'or el 1959 i de bronze el 1965, així com catorze campionats nacionals entre 1959 i 1966.